# Вулиця Котляревського (Київ)
Ву́лиця Котляре́вського — вулиця в Солом'янському районі міста Києва, селище Жуляни. Пролягає від вулиці Шевченка до Садової вулиці.
Прилучаються вулиці Кооперативна та Анатолія Лупиноса.

## Історія
Вулиця виникла в 1-й половині XX століття (не раніше кінця 1930-х — початку 1940-х років) на кутку Командирівщина. Сучасну назву на честь українського письменника Івана Котляревського вулиця набула, ймовірно, у 1940–50-і роки.
До початку 1980-х років існувала вулиця Котляревського на Чоколівці.
У 1930-х — 1955 роках назву вулиця Котляревського мала нинішня Золочевська вулиця в селищі Шевченка.